# Großkatern
Großkatern ist eine Ortschaft in Hückeswagen im Oberbergischen Kreis im Regierungsbezirk Köln in Nordrhein-Westfalen (Deutschland).

## Lage und Verkehrsanbindung
Großkatern liegt im südwestlichen Hückeswagen nahe Straßweg. Weitere Nachbarorte sind Kleinkatern, Wickesberg, Bochen und Purd. Der Ort ist über eine Stichstraße von der Kreisstraße K14 zwischen Straßweg und Wickesberg erreichbar, die auch Kleinkatern anbindet.
Großkatern liegt am Purder Bach, der nach dem Zusammenfluss mit dem Bach Große Dhünn in die Große Dhünntalsperre mündet. Der Ort grenzt an das Wald- und Erholungsgebiet Mul.

## Geschichte
Der Ort wurde 1481 das erste Mal in der Spendenliste für den Marienaltar der Hückeswagener Kirche urkundlich erwähnt. Schreibweise der Erstnennung: Katerdaell.
Im 18. Jahrhundert gehörte der Ort zum  bergischen Amt Bornefeld-Hückeswagen. 1815/16 lebten 23 Einwohner im Ort. Großkatern gehörte 1832 der Großen Honschaft an, die ein Teil der Hückeswagener Außenbürgerschaft innerhalb der Bürgermeisterei Hückeswagen war. Der laut der Statistik und Topographie des Regierungsbezirks Düsseldorf als Weiler kategorisierte Ort besaß zu dieser Zeit fünf Wohnhäuser und neun landwirtschaftliche Gebäude. Zu dieser Zeit lebten 30 Einwohner im Ort, einer katholischen und 29 evangelischen Glaubens.
Im Gemeindelexikon für die Provinz Rheinland werden für 1885 sechs Wohnhäuser mit 43 Einwohnern angegeben. Der Ort gehörte zu dieser Zeit zur Landgemeinde Neuhückeswagen innerhalb des Kreises Lennep. 1895 besitzt der Ort drei Wohnhäuser mit 24 Einwohnern, 1905 fünf Wohnhäuser und 28 Einwohner.

## Wander- und Radwege
Folgende Wanderwege führen durch den Ort:
- Bergischer Panoramasteig
- Der Ortswanderweg = nach Kräwinklerbrücke hat hier seinen Anfang.
- Der Ortswanderweg ▲ vom Radevormwalder Zentrum nach Purd
- Der Ortswanderweg □ von der Wermelskirchener Knochenmühle zur Bevertalsperre

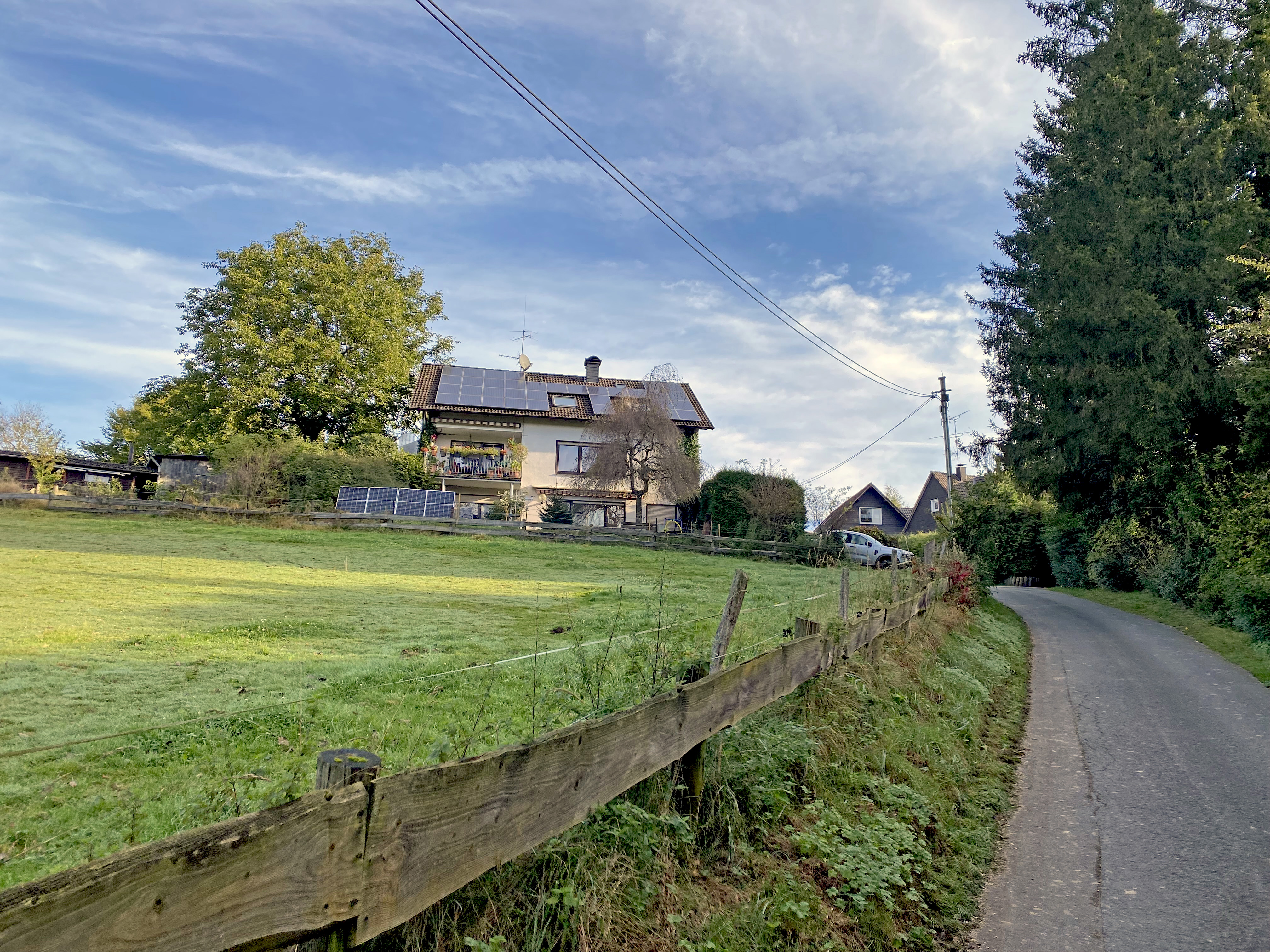
Ortschaft Großkatern
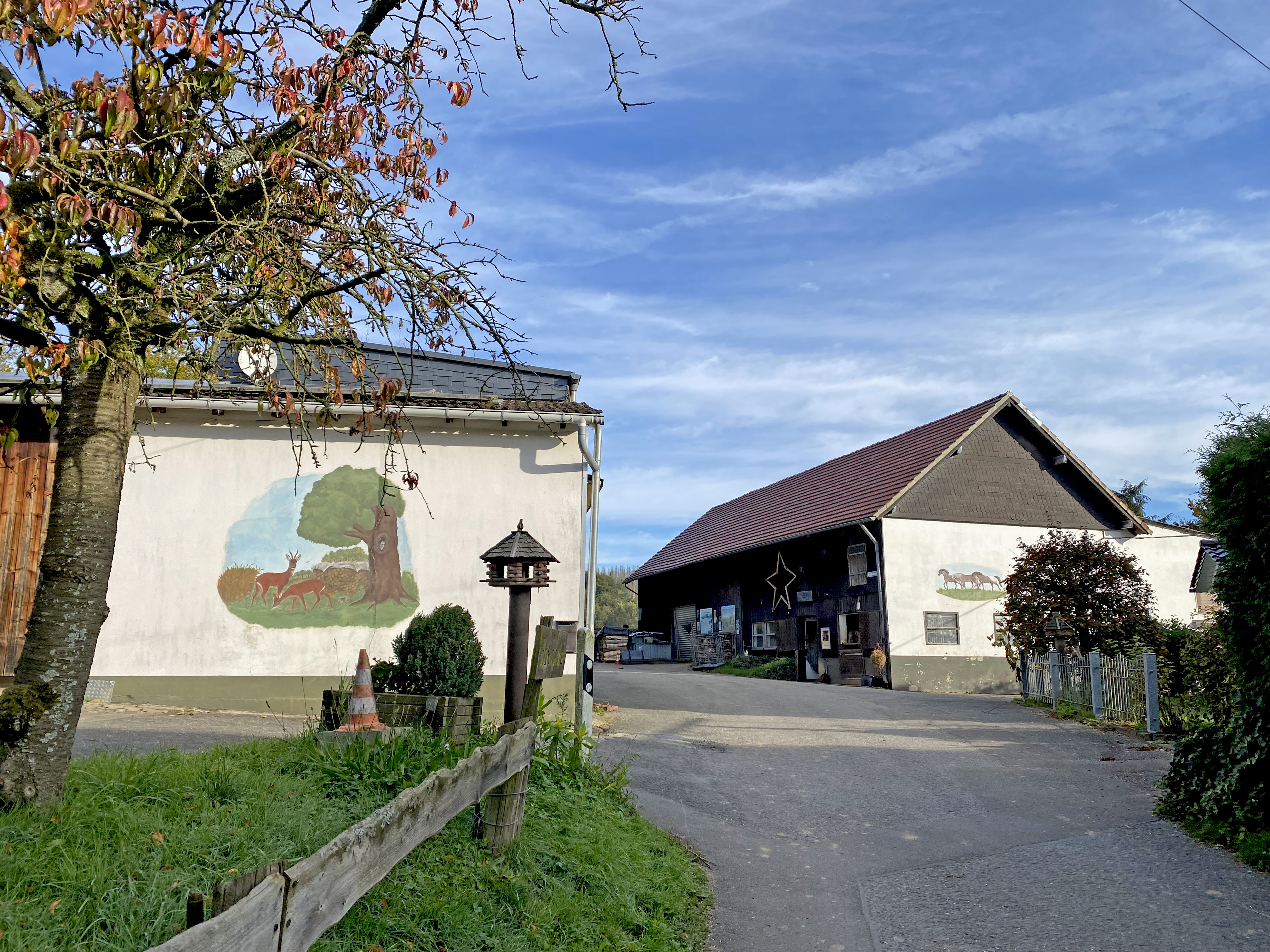
Hof in Großkatern
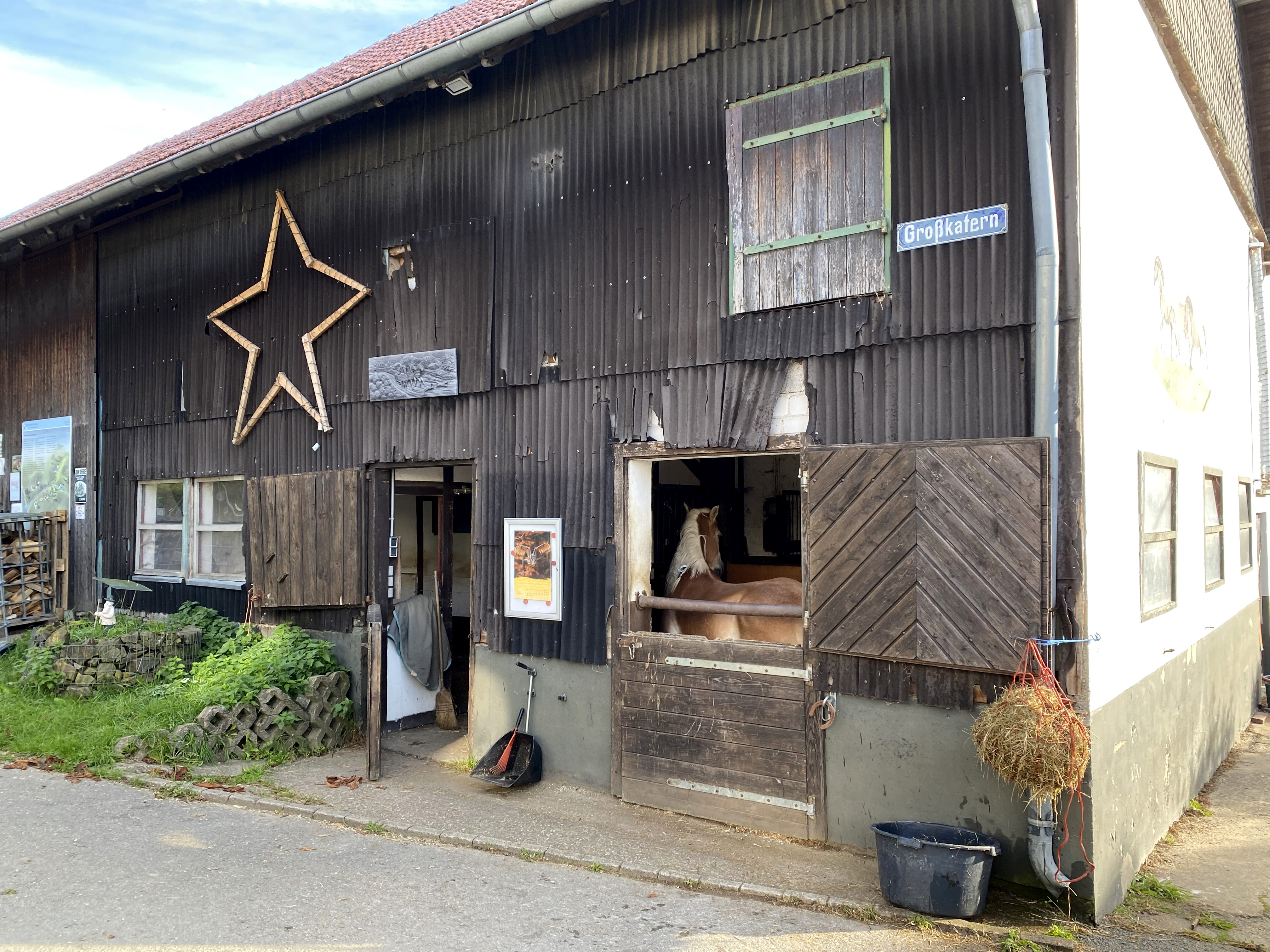
Pferdestall
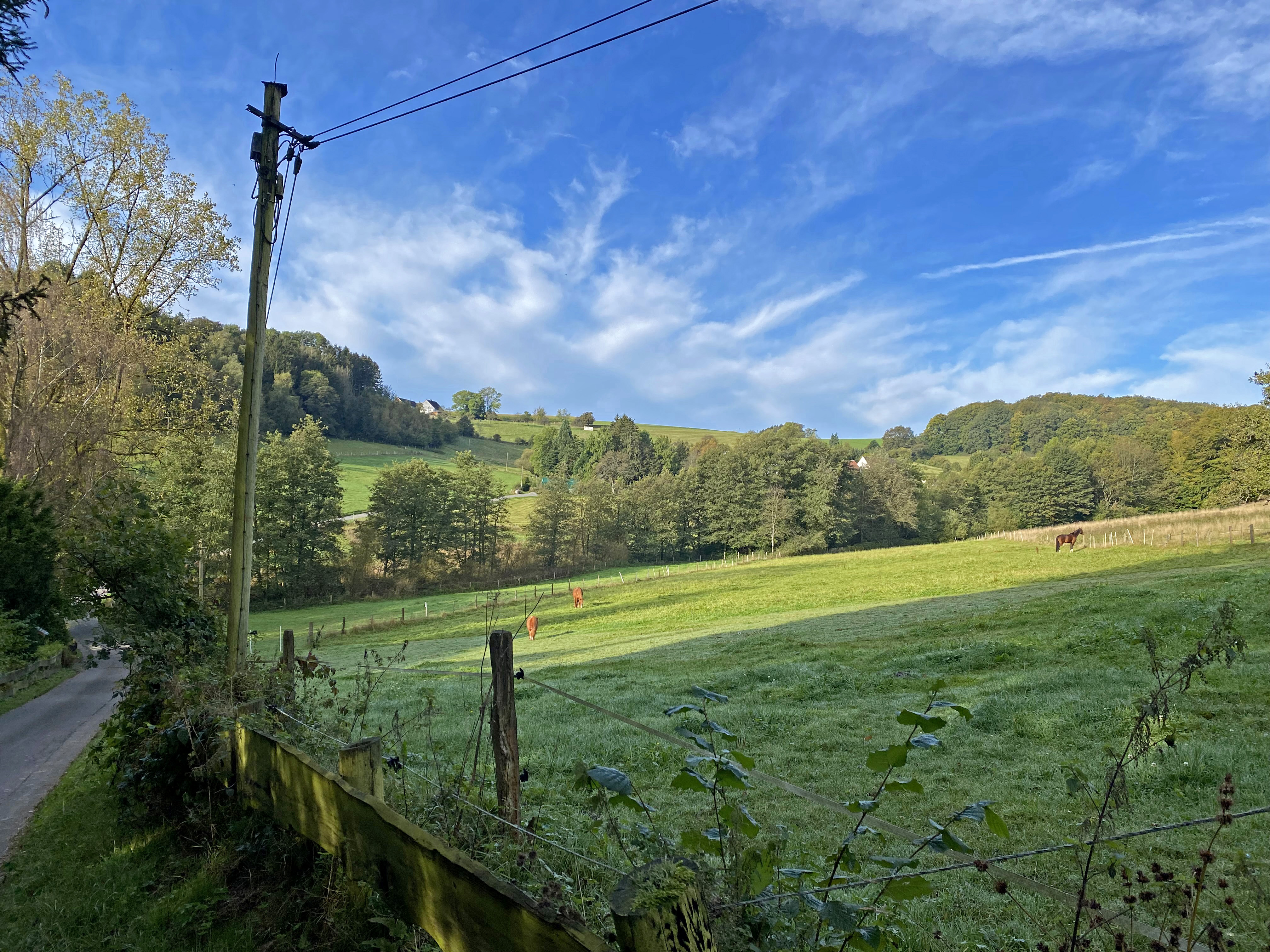
Weide westl. Großkatern
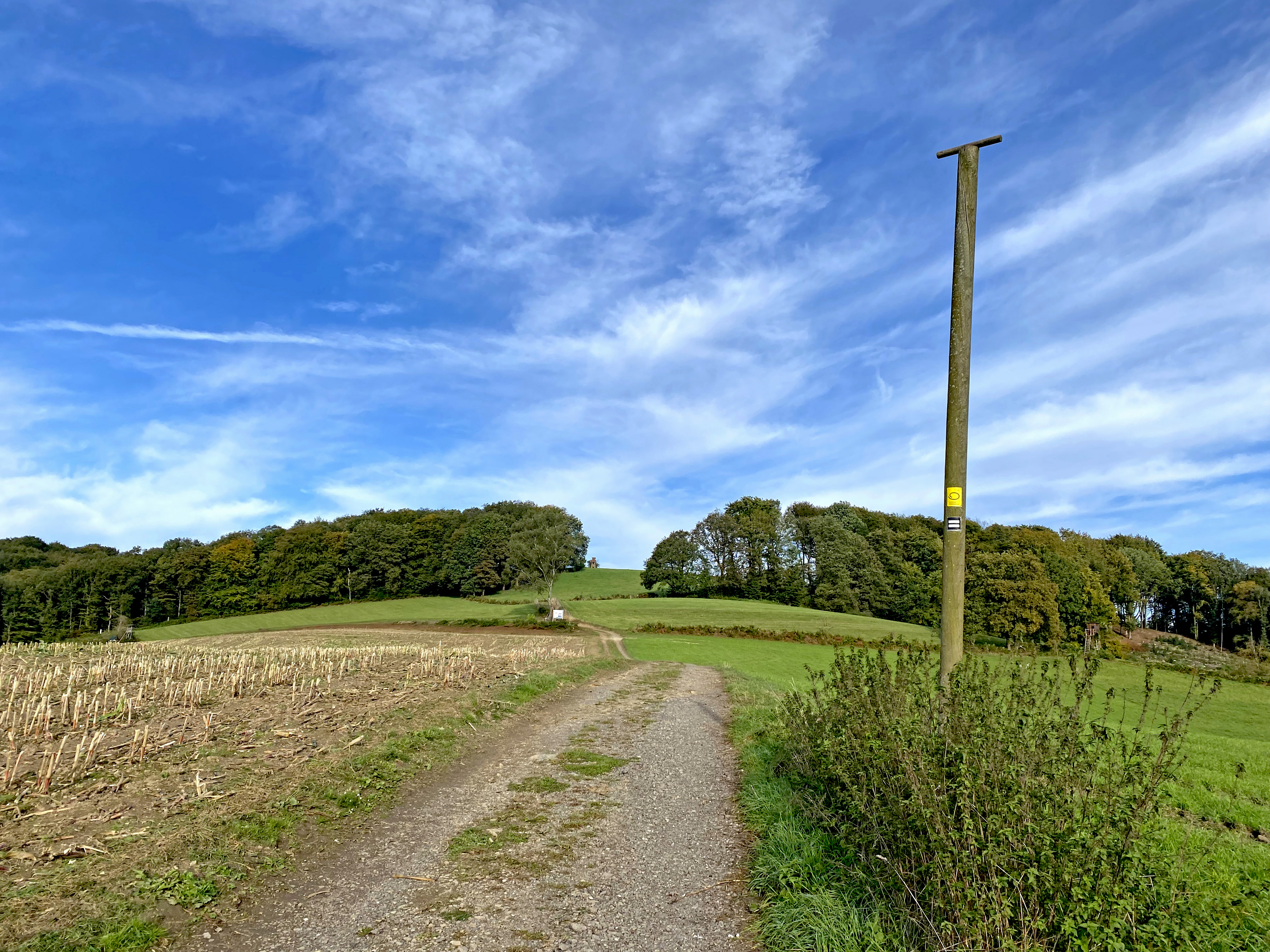
Bergischer Panoramasteig am nordwestl. Ortsrand